# 盧科姆希納
50°22′14″N 32°9′1″E / 50.37056°N 32.15028°E
盧科姆什奇納（烏克蘭語：Лукомщина）是位於烏克蘭北部的村莊，由基辅州鲍里斯皮尔区的亞霍滕市鎮負責管轄。該村始建於十八世紀，面積0.45平方公里，海拔高度129米，2001年人口3，人口密度每平方公里6.6人。